# Grundsjön (Nordmarks socken, Värmland)
Grundsjön är en sjö i Filipstads kommun i Värmland och ingår i Göta älvs huvudavrinningsområde. Sjön är 3,2 meter djup, har en yta på 0,916 kvadratkilometer och är belägen 258 meter över havet.

## Delavrinningsområde
Grundsjön ingår i det delavrinningsområde (663826-140685) som SMHI kallar för Utloppet av Grundsjön. Medelhöjden är 294 meter över havet och ytan är 11,07 kvadratkilometer. Det finns inga avrinningsområden uppströms utan avrinningsområdet är högsta punkten. Grundsjöbäcken som avvattnar avrinningsområdet har biflödesordning 5, vilket innebär att vattnet flödar genom totalt 5 vattendrag innan det når havet efter 375 kilometer. Avrinningsområdet består mestadels av skog (86 procent). Avrinningsområdet har 0,92 kvadratkilometer vattenytor vilket ger det en sjöprocent på 8,3 procent.